# Republika marzeń
Republika marzeń — музичний альбом гурту Republika. Виданий 1995 року лейблом Pomaton EMI. Загальна тривалість композицій становить 45:43. Альбом відносять до напрямку рок.

## Список пісень
1. «Republika marzeń» — 3:40
2. «Trzeba uśpić psa» — 4:32
3. «Dar dla pana B.» — 3:31
4. «Józef K.» — 3:18
5. «W końcu» — 4:39
6. «Jestem poławiaczem pereł» — 3:38
7. «Zapytaj mnie czy Cię kocham» — 3:48
8. «Celibat» — 4:46
9. «Mantra ma» — 3:52
10. «Rak miłości» — 4:42
11. «Synonimy» — 3:33
12. «Jej brzuch» — 1:18